# Olivenita
La olivenita es un mineral arsenato, por tanto de la clase de los minerales fosfatos, y dentro de esta pertenece al llamado “grupo de la olivenita”. Fue descubierta en 1820 en una mina cercana a la localidad de Camborne en Cornualles (Reino Unido), siendo nombrada así en alusión a su color verde oliva. Sinónimos poco usados son: laurocalcita o farmacocalcita.

## Características químicas
Es un arsenato de cobre, anhidro e hidroxilado. Encuadrado en el grupo de la olivenita, junto a todos los fosfatos y arsenatos simples.
Es el equivalente con cobre de la adamita (Zn2AsO4(OH)), con cinc. Forma una serie de solución sólida con la adamita, en la que la sustitución gradual del cobre por cinc va dando los distintos minerales de la serie, con elemento intermedio la zincolivenita (CuZnAsO4(OH)).
Además de los elementos de su fórmula, suele llevar como impurezas: hierro y fósforo.

## Formación y yacimientos
Aparece comúnmente en la zona de oxidación de los yacimientos hidrotermales de minerales del cobre ricos en arsénico. Es muy común en estos ambientes por ser muy estable
Suele encontrarse asociado a otros minerales como: conicalcita, clinoclasa, tirolita, cornetita, cornwallita, metazeunerita, escorodita, farmacosiderita, spangolita, calcofilita, brochantita, malaquita, azurita o crisocola.